# NGC 5940
NGC 5940 (również PGC 55295 lub UGC 9876) – galaktyka spiralna z poprzeczką (SBab), znajdująca się w gwiazdozbiorze Węża. Odkrył ją Lewis A. Swift 19 kwietnia 1887 roku. Należy do galaktyk Seyferta typu 1.